# Žežulka (přírodní rezervace)
Žežulka je přírodní rezervace poblíž města Hartmanice v okrese Klatovy. Chráněné území se rozkládá západně od Hartmanic, kde zaujímá asi tři kilometry dlouhý úsek údolí potoka Volšovky. Oblast spravuje Správa Národního parku Šumava. Důvodem ochrany je zachování horských olšin s olší šedou (Alnus incana) v nivě Pstružného potoka, samovolně se vyvíjející dřevinná společenstva.